# De vogeltjesdans

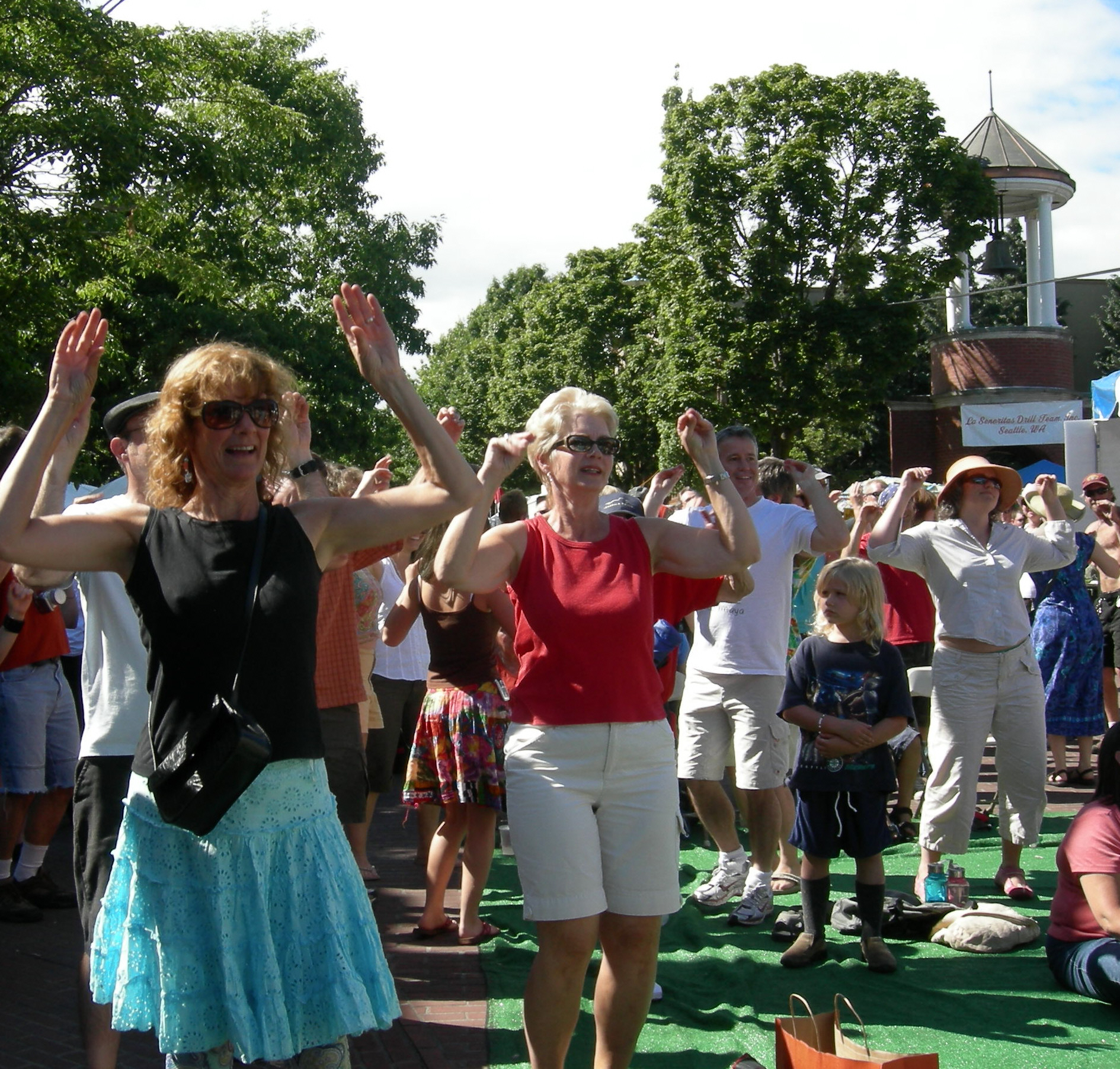
Een groep mensen in Seattle doet de Vogeltjesdans

De vogeltjesdans is een nummer gecomponeerd door de Zwitserse accordeonist Werner Thomas in 1957 onder de titel ’Der Ententanz’, en later hernoemd naar ’Der Vogeltanz’.  
In Nederland is het vooral bekend als een single van het Noord-Brabantse amateurorkest De Electronica's, uitgebracht in juni 1980 en geproduceerd door Johnny Hoes.

## Geschiedenis

### Ontstaan
De melodie van het nummer, daterend uit 1957, werd oorspronkelijk gecomponeerd door de Zwitserse accordeonist Werner Thomas. Thomas speelde het, als muzikaal entertainer, sinds 1963 voor toeristen in restaurants en skihotels tijdens de vakanties. Hij noemde zijn instrumentale nummer aanvankelijk ’Der Ententanz’, later ’Der Vogeltanz’, nog later ’Tchip tchip’. 
Toen Louis Van Rijmenant (alias Louis van Rymenant), gewezen concertorganisator bij o.a. Hot Club de Belgique en Vlaams producer (van onder meer Marc Dex en Micha Marah) Werner Thomas het vrolijke deuntje hoorde spelen in de bar van het Sunstarhotel in het Zwitserse Davos, zag hij er onmiddellijk het commercieel potentieel van in. Met behulp van een moog-synthesizer bewerkte Van Rijmenant in 1973 - onder begeleiding van de Bobby Setter Band o.l.v. Bob Verhelst, voor de gelegenheid omgedoopt tot "Cash & Carry" - de melodieuze oorwurm tot een volwaardig nummer met een elektronische sound. Van Rijmenant, die speciaal voor het liedje de artiestennaam 'Terry Randall' aannam, behield de originele titel Tchip tchip en bracht het in naam van "Cash & Carry"  uit als single. 
Door zich als uitgever en tekstschrijver van deze vernieuwde versie te laten registreren bij Sabam genoot Van Rijmenant de volgende jaren van de bijzonder lucratieve auteursrechten. Werner Thomas behoudt wel de rechten als componist van de melodie. In België stond Tchip tchip van 22 december 1973 tot en met 1 maart 1974 in de BRT Top 30. Het steeg tot de zesde plaats. In Nederland bleef het nummer op dat moment zonder veel succes.

### Internationale doorbraak
In Nederland kende het liedje pas echt een doorbraak toen Johnny Hoes, producer en baas van Benelux Music Industries, in 1980 het liedje opnieuw opnam met de De Electronica's, een populair Brabants balorkestje. De remake van Tchip Tchip kwam tot stand nadat piratenzender Radio 2000 uit Roosendaal Hoes' platenmaatschappij had gecontacteerd om een eigen promotiesingle uit te brengen. Omdat Hoes wel hitpotentieel zag in de volkse, ouderwetse bewerking met accordeon en bombardon belandde het liedje, nog steeds onder de titel Tchip Tchip, op het B-kantje van de single van Radio 2000, dat er 500 exemplaren van liet persen. 
Omdat vooral het B-kantje erg in de smaak viel bij de eigen Radio 2000-luisteraars, en omdat Hilversum 3 dit nummer weigerde te draaien, ging Hoes het plaatje promoten bij bevriende Nederlandse piratenzenders. Het geweerde nummer werd zó populair dat de openbare radiozender zich verplicht zag om de single uiteindelijk toch te draaien. 
Mede dankzij een optreden van de Elektronica's in het TROS-muziekprogramma Op volle toeren met het liedje, nu getiteld de Vogeltjesdans, werd het nummer razend populair in Duitsland en Nederland. Zeker ook door het optreden van enkele in een geel vogelpakje verklede inwoners van St. Willebrord, die het bijbehorende dansje, van de flamencodanser Fernando Reyes (huidig partner van André van Duin) uitvoerden. Een kinderlijk eenvoudig, maar aanstekelijk dansje (handen in de zij, flapperen met ellebogen en met kleine stapjes voortbewegen); volgens Ad Visser "Gangnam Style avant la lettre". Als choreograaf van ’De Vogeltjesdans’ zorgde Fernando Reyes voor een miljoenensucces. 
Het nummer bereikte een achtste plaats in de Nederlandse Top 40 en de zesde plaats in de Nationale Hitparade, waarin het 28 weken stond. Dankzij de promotie en verkoop van het liedje op de internationale muziekbeurs Midem door rechtenhouder Louis Van Rijmenant, werd De vogeltjesdans ook wereldwijd een hit van formaat. Er zijn 40 miljoen platen verkocht in 140 landen.

## Covers
Het nummer is erg vaak gecoverd. De vogeltjesdans is in vele versies en talen opgenomen. In Franstalig België speelde de Belgische accordeonist Hector Delfosse het nummer geregeld met zijn orkest en stelde voor om er woorden bij te verzinnen. De tekst komt van Eric Genty, alias Guy De Paris. De stem die 'La Danse des canards' (in een productie van Marcel De Keukelaire) inzingt in een Brusselse studio, is die van de Belg Jean-Jacques Blairon, beter bekend als J.J.Lionel. Die Franse versie uit 1980 werd een monsterhit, waarvan alleen al in Frankrijk 3,5 miljoen exemplaren over de toonbank gingen. In Frankrijk is het de op een na bestverkochte single ooit (na Petit Papa Noël van Tino Rossi). Naar schatting bestaan er zo'n 370 versies. 
De Engelse versie, van The Tweets, is in 2000 in Groot-Brittannië uitgeroepen tot het irritantste lied aller tijden.

### De vogeltjesdansin andere talen
- Zwitsers: Tchip tchip (dit is de originele versie)
- Duits: Der Ententanz / Vogerltanz
- Engels: Chicken Dance
- Fins: Tiputanssi
- Frans: La Danse des canards
- Grieks: Τα παπάκια στη σειρά (Ta papakia sti siera)
- Hebreeuws: ריקוד הציפורים (Rikud Ha'Tsiporim)
- Hongaars: Kacsatánc
- IJslands: Fugladansinn
- Italiaans: Il ballo del qua qua
- Japans: Okashi Tori
- Noors: Fugledansen
- Pools: Kaczuszki (Eendjes)
- Portugees: A dança dos passarinhos
- Roemeens: Rata
- Russisch: Танец маленьких утят
- Sloveens: Račke (Eenden)
- Spaans: Pajaritos a bailar / El baile de los pajaritos
- Tsjechisch: Ptačí tanec
- Zweeds: Fågeldansen

## Hitnotering
| De vogeltjesdans in de Nederlandse Top 40 - binnen 28-06-1980 | De vogeltjesdans in de Nederlandse Top 40 - binnen 28-06-1980 | De vogeltjesdans in de Nederlandse Top 40 - binnen 28-06-1980 | De vogeltjesdans in de Nederlandse Top 40 - binnen 28-06-1980 | De vogeltjesdans in de Nederlandse Top 40 - binnen 28-06-1980 | De vogeltjesdans in de Nederlandse Top 40 - binnen 28-06-1980 | De vogeltjesdans in de Nederlandse Top 40 - binnen 28-06-1980 | De vogeltjesdans in de Nederlandse Top 40 - binnen 28-06-1980 | De vogeltjesdans in de Nederlandse Top 40 - binnen 28-06-1980 | De vogeltjesdans in de Nederlandse Top 40 - binnen 28-06-1980 | De vogeltjesdans in de Nederlandse Top 40 - binnen 28-06-1980 | De vogeltjesdans in de Nederlandse Top 40 - binnen 28-06-1980 | De vogeltjesdans in de Nederlandse Top 40 - binnen 28-06-1980 | De vogeltjesdans in de Nederlandse Top 40 - binnen 28-06-1980 | De vogeltjesdans in de Nederlandse Top 40 - binnen 28-06-1980 | De vogeltjesdans in de Nederlandse Top 40 - binnen 28-06-1980 | De vogeltjesdans in de Nederlandse Top 40 - binnen 28-06-1980 | De vogeltjesdans in de Nederlandse Top 40 - binnen 28-06-1980 | De vogeltjesdans in de Nederlandse Top 40 - binnen 28-06-1980 | De vogeltjesdans in de Nederlandse Top 40 - binnen 28-06-1980 | De vogeltjesdans in de Nederlandse Top 40 - binnen 28-06-1980 | De vogeltjesdans in de Nederlandse Top 40 - binnen 28-06-1980 | De vogeltjesdans in de Nederlandse Top 40 - binnen 28-06-1980 | De vogeltjesdans in de Nederlandse Top 40 - binnen 28-06-1980 | De vogeltjesdans in de Nederlandse Top 40 - binnen 28-06-1980 | De vogeltjesdans in de Nederlandse Top 40 - binnen 28-06-1980 | De vogeltjesdans in de Nederlandse Top 40 - binnen 28-06-1980 | De vogeltjesdans in de Nederlandse Top 40 - binnen 28-06-1980 | De vogeltjesdans in de Nederlandse Top 40 - binnen 28-06-1980 | De vogeltjesdans in de Nederlandse Top 40 - binnen 28-06-1980 | De vogeltjesdans in de Nederlandse Top 40 - binnen 28-06-1980 |
| Week                                                          | 1                                                             | 2                                                             | 3                                                             | 4                                                             | 5                                                             | 6                                                             | 7                                                             | 8                                                             | 9                                                             | 10                                                            | 11                                                            | 12                                                            | 13                                                            | 14                                                            | 15                                                            | 16                                                            | 17                                                            | 18                                                            | 19                                                            | 20                                                            | 21                                                            | 22                                                            | 23                                                            | 24                                                            | 25                                                            | 26                                                            | 27                                                            | 28                                                            | 29                                                            |                                                               |
| ------------------------------------------------------------- | ------------------------------------------------------------- | ------------------------------------------------------------- | ------------------------------------------------------------- | ------------------------------------------------------------- | ------------------------------------------------------------- | ------------------------------------------------------------- | ------------------------------------------------------------- | ------------------------------------------------------------- | ------------------------------------------------------------- | ------------------------------------------------------------- | ------------------------------------------------------------- | ------------------------------------------------------------- | ------------------------------------------------------------- | ------------------------------------------------------------- | ------------------------------------------------------------- | ------------------------------------------------------------- | ------------------------------------------------------------- | ------------------------------------------------------------- | ------------------------------------------------------------- | ------------------------------------------------------------- | ------------------------------------------------------------- | ------------------------------------------------------------- | ------------------------------------------------------------- | ------------------------------------------------------------- | ------------------------------------------------------------- | ------------------------------------------------------------- | ------------------------------------------------------------- | ------------------------------------------------------------- | ------------------------------------------------------------- | ------------------------------------------------------------- |
| Nummer                                                        | 36                                                            | 32                                                            | 35                                                            | 35                                                            | 37                                                            | 31                                                            | 29                                                            | 27                                                            | 25                                                            | 24                                                            | 27                                                            | 32                                                            | 34                                                            | 35                                                            | 30                                                            | 21                                                            | 17                                                            | 14                                                            | 12                                                            | 10                                                            | 10                                                            | 9                                                             | 9                                                             | 8                                                             | 10                                                            | 11                                                            | 22                                                            | 22                                                            | 31                                                            | uit                                                           |

| De vogeltjesdans in de Nederlandse Single Top 100 - binnen: 14-06-1980 | De vogeltjesdans in de Nederlandse Single Top 100 - binnen: 14-06-1980 | De vogeltjesdans in de Nederlandse Single Top 100 - binnen: 14-06-1980 | De vogeltjesdans in de Nederlandse Single Top 100 - binnen: 14-06-1980 | De vogeltjesdans in de Nederlandse Single Top 100 - binnen: 14-06-1980 | De vogeltjesdans in de Nederlandse Single Top 100 - binnen: 14-06-1980 | De vogeltjesdans in de Nederlandse Single Top 100 - binnen: 14-06-1980 | De vogeltjesdans in de Nederlandse Single Top 100 - binnen: 14-06-1980 | De vogeltjesdans in de Nederlandse Single Top 100 - binnen: 14-06-1980 | De vogeltjesdans in de Nederlandse Single Top 100 - binnen: 14-06-1980 | De vogeltjesdans in de Nederlandse Single Top 100 - binnen: 14-06-1980 | De vogeltjesdans in de Nederlandse Single Top 100 - binnen: 14-06-1980 | De vogeltjesdans in de Nederlandse Single Top 100 - binnen: 14-06-1980 | De vogeltjesdans in de Nederlandse Single Top 100 - binnen: 14-06-1980 | De vogeltjesdans in de Nederlandse Single Top 100 - binnen: 14-06-1980 | De vogeltjesdans in de Nederlandse Single Top 100 - binnen: 14-06-1980 | De vogeltjesdans in de Nederlandse Single Top 100 - binnen: 14-06-1980 | De vogeltjesdans in de Nederlandse Single Top 100 - binnen: 14-06-1980 | De vogeltjesdans in de Nederlandse Single Top 100 - binnen: 14-06-1980 | De vogeltjesdans in de Nederlandse Single Top 100 - binnen: 14-06-1980 | De vogeltjesdans in de Nederlandse Single Top 100 - binnen: 14-06-1980 | De vogeltjesdans in de Nederlandse Single Top 100 - binnen: 14-06-1980 | De vogeltjesdans in de Nederlandse Single Top 100 - binnen: 14-06-1980 | De vogeltjesdans in de Nederlandse Single Top 100 - binnen: 14-06-1980 | De vogeltjesdans in de Nederlandse Single Top 100 - binnen: 14-06-1980 | De vogeltjesdans in de Nederlandse Single Top 100 - binnen: 14-06-1980 | De vogeltjesdans in de Nederlandse Single Top 100 - binnen: 14-06-1980 | De vogeltjesdans in de Nederlandse Single Top 100 - binnen: 14-06-1980 | De vogeltjesdans in de Nederlandse Single Top 100 - binnen: 14-06-1980 | De vogeltjesdans in de Nederlandse Single Top 100 - binnen: 14-06-1980 | De vogeltjesdans in de Nederlandse Single Top 100 - binnen: 14-06-1980 |
| Week                                                                   | 1                                                                      | 2                                                                      | 3                                                                      | 4                                                                      | 5                                                                      | 6                                                                      | 7                                                                      | 8                                                                      | 9                                                                      | 10                                                                     | 11                                                                     | 12                                                                     | 13                                                                     | 14                                                                     | 15                                                                     | 16                                                                     |                                                                        | 17                                                                     | 18                                                                     | 19                                                                     | 20                                                                     | 21                                                                     | 22                                                                     | 23                                                                     | 24                                                                     | 25                                                                     | 26                                                                     | 27                                                                     | 28                                                                     |                                                                        |
| ---------------------------------------------------------------------- | ---------------------------------------------------------------------- | ---------------------------------------------------------------------- | ---------------------------------------------------------------------- | ---------------------------------------------------------------------- | ---------------------------------------------------------------------- | ---------------------------------------------------------------------- | ---------------------------------------------------------------------- | ---------------------------------------------------------------------- | ---------------------------------------------------------------------- | ---------------------------------------------------------------------- | ---------------------------------------------------------------------- | ---------------------------------------------------------------------- | ---------------------------------------------------------------------- | ---------------------------------------------------------------------- | ---------------------------------------------------------------------- | ---------------------------------------------------------------------- | ---------------------------------------------------------------------- | ---------------------------------------------------------------------- | ---------------------------------------------------------------------- | ---------------------------------------------------------------------- | ---------------------------------------------------------------------- | ---------------------------------------------------------------------- | ---------------------------------------------------------------------- | ---------------------------------------------------------------------- | ---------------------------------------------------------------------- | ---------------------------------------------------------------------- | ---------------------------------------------------------------------- | ---------------------------------------------------------------------- | ---------------------------------------------------------------------- | ---------------------------------------------------------------------- |
| Nummer                                                                 | 37                                                                     | 42                                                                     | 35                                                                     | 28                                                                     | 27                                                                     | 30                                                                     | 32                                                                     | 29                                                                     | 25                                                                     | 19                                                                     | 22                                                                     | 23                                                                     | 27                                                                     | 35                                                                     | 43                                                                     | 39                                                                     | uit                                                                    | 33                                                                     | 11                                                                     | 6                                                                      | 6                                                                      | 8                                                                      | 11                                                                     | 12                                                                     | 12                                                                     | 22                                                                     | 30                                                                     | 42                                                                     | 50                                                                     | uit                                                                    |

### NPO Radio 2 Top 2000
| Nummer met noteringen in de NPO Radio 2 Top 2000 | '02  | '03  | '04  |
| ------------------------------------------------ | ---- | ---- | ---- |
| De vogeltjesdans                                 | 1986 | 1842 | 1840 |

1. ↑  Een vetgedrukt getal geeft de hoogste notering aan.
2. ↑  2002 was het eerste jaar met een notering voor dit nummer.
3. ↑  Deze tabel is bijgewerkt tot en met de laatste editie (2024).

## In populaire media
- De vogeltjesdans is te horen in Chuck, seizoen 4, aflevering 6 (tijd 29:20) wanneer Devon Woodcomb (Chucks zwager) aan Dr. Eleanor Fay ("Ellie") Bartowski-Woodcomb (Chucks zus) een beer toont met dit ingebouwde melodietje.
- In de Doctor Who-aflevering The power of three onderzoekt een buitenaards ras of mensen te doden zijn met de Vogeltjesdans.
- In aflevering 3 van seizoen 5 van The Big Bang Theory dansen Leonard Hofstadter en Amy Farrah Fowler de Vogeltjesdans op een bruiloft.
- In de Overworld Snow Theme van Diddy Kong Racing en Diddy Kong Racing DS is het couplet gebruikt als melodielijn.
- In de serie Will & Grace wordt het liedje gedraaid tijdens een bruiloft.
- In het Suske en Wiske-stripalbum Lilli Natal dansen Arthur en Lambik de Vogeltjesdans om de geesten te overwinnen.
- In het zevende seizoen van Big Brother, dat begin 2021 werd uitgezonden, bedacht bewoonster Jill Goede in de halve finale als huisregel om elke dag de Vogeltjesdans te dansen, samen met de andere bewoners van het Big Brother-huis.
- In Death in Paradise wordt de vogeltjesdans gespeeld tijdens een vrijgezellenfeest.
- In seizoen 4, aflevering 13 van Bob's Burgers wordt de vogeltjesdans gespeeld tijdens Tammies Bat mitswa.